# Station Hatakeda
 Station Hatakeda (畠田駅, Hatakeda-eki) is een spoorwegstation in de Japanse gemeente Ōji. Het wordt aangedaan door de Wakayama-lijn. Het station heeft één spoor, gelegen aan een enkel zijperron.

## Treindienst

### JR West
| 1 | ■ Wakayama-lijn | richting Ōji, Tennōji en Namba richting Hashimoto en Wakayama |

## Geschiedenis
Het station werd in 1955 geopend.    

## Stationsomgeving
- Autoweg 168
- Gyomu Super (supermarkt)
- 7-Eleven

(Yamatoji-lijn<<) Ōji · Hatakeda · Shizumi · Kashiba · JR Goidō · Takada · (>>Sakurai-lijn) · Yamato-Shinjō · Gose · Tamade · Wakigami · Yoshinoguchi · Kitauchi · Gojō · Yamato-Futami · Suda · Shimohyōgo · Hashimoto · Kii-Yamada · Kōyaguchi · Nakaiburi · Myōji · Ōtani · Kaseda · Nishi-Kaseda · Nate · Kokawa · Kii-Nagata · Uchita · Shimoisaka · Iwade · Funato · Kii-Ogura · Hoshiya · Senda · Tainose · Wakayama